# Adjani, bande originale
Adjani, bande originale è il secondo album in studio dell'attrice francese Isabelle Adjani, pubblicato nel 2023.

## Lavorazione
L'album segna il ritorno alla musica della celebre attrice due volte candidata all'Oscar, che già negli anni ottanta aveva pubblicato il suo primo album in studio, in collaborazione con Serge Gainsbourg, ottenendo il successo con il singolo Pull Marine.
Realizzato con la collaborazione di Pascal Obispo e DeLaurentis, l'album è composto prevalentemente da duetti con artisti di rilievo del panorama musicale francese ed internazionale, tra cui Simon Le Bon, Youssou N'Dour e Seal.

## Tracce
1. Prélude (feat. Peter Murphy) – 1:26
2. Samouraï (feat. Étienne Daho) – 3:44
3. Shamisen – 1:46
4. C'est lui (feat. Simon Le Bon) – 5:31
5. D'accord (feat. Youssou N'Dour) – 4:27
6. Il ne manque plus que tu me manques (feat. Benjamin Biolay) – 3:40
7. Les courants d'air (feat. Gaëtan Roussel) – 3:46
8. Homme et femme (feat. Daniel Darc) – 4:36
9. Hara-kiri (feat. Seal) – 5:30
10. Où tu ne m'attendais pas (feat. Christophe) – 5:00
11. Japan Airlies – 6:54 (testo: feat. Peter Murphy)
12. Pour ce que je sais de toi (feat. Philippe Pascal) – 5:06
13. Il manque un mot (feat. David Sylvian) – 4:52
14. Seule (feat. Akhenaton) – 4:53